# Triathlon na Igrzyskach Azjatyckich 2014
Triathlon na Igrzyskach Azjatyckich 2014 odbywał się w Songdo Central Park w Inczon w dniach 25–26 września 2014 roku. Sześćdziesięciu ośmiu zawodników obojga płci rywalizowało w trzech konkurencjach.

## Podsumowanie

### Klasyfikacja medalowa
| Klasyfikacja medalowa | Klasyfikacja medalowa | Klasyfikacja medalowa | Klasyfikacja medalowa | Klasyfikacja medalowa | Klasyfikacja medalowa |
| Miejsce               | państwo               | Złoto                 | Srebro                | Brąz                  | Razem                 |
| --------------------- | --------------------- | --------------------- | --------------------- | --------------------- | --------------------- |
| 1                     | Japonia               | 3                     | 2                     | 0                     | 6                     |
| 2                     | Korea Południowa      | 0                     | 1                     | 0                     | 1                     |
| 3                     | Chiny                 | 0                     | 0                     | 3                     | 3                     |
| Razem                 | Razem                 | 3                     | 3                     | 3                     | 9                     |

### Medaliści
| Konkurencja             | 1. miejsce                                                       | 2. miejsce                                                               | 3. miejsce                                                    |
| ----------------------- | ---------------------------------------------------------------- | ------------------------------------------------------------------------ | ------------------------------------------------------------- |
| Mężczyźni indywidualnie | Yuichi Hosoda                                                    | Hirokatsu Tayama                                                         | Bai Faquan                                                    |
| Kobiety indywidualnie   | Ai Ueda                                                          | Juri Ide                                                                 | Wang Lianyuan                                                 |
| Sztafeta mieszana       | Japonia · Yuka Satō · Hirokatsu Tayama · Ai Ueda · Yuichi Hosoda | Korea Południowa · Jeong Hye-rim · Heo Min-ho · Kim Gyu-ri · Kim Ji-hwan | Chiny · Xin Lingxi · Duan Zhengyu · Huang Yuting · Bai Faquan |